# Investment & Development Corporation Suriname
De Investment & Development Corporation Suriname NV (IDCS) was een Surinaams staats-investeringsbedrijf tussen 2010 en 2017.

## Oprichting
De IDCS werd in oktober 2010 opgericht om de groei van de Surinaamse economie te bevorderen. Ze werd met goedkeuring van de raad van ministers opgericht door de ministers Jim Hok (Natuurlijke Hulpbronnen) en Wonnie Boedhoe (Financiën).
In de praktijk was de IDCS bedoeld als een moedermaatschappij voor noodlijdende Surinaamse overheidsbedrijven waarvoor investeringen uit het buitenland gezocht werden.

## Af te stoten bedrijven
Bij elkaar zouden in januari 2011 de volgende negen bedrijven in de IDCS ondergebracht worden:
Bedrijven van LVV
- Gemeenschappelijke Plantaardige Oliën en Vetten Bedrijven
  - Landbouw Maatschappij Victoria
  - Landbouw Maatschappij Phedra
  - Landbouw Maatschappij Patamacca
- Stichting Machinale Landbouw
- Surinaamse Cultuur Maatschappij
- Stichting Experimentele Landbouw (Bernardpolder)

Overig
- Bruynzeel Suriname Houtmaatschappij
- Centraal Suriname Natuurreservaat
- 5% aandeel van de Rosebel-goudmijn

Later werden daar de Stichting Behoud Bananensector Suriname (SBBS) en de bedrijven te Baboenhol en Tbiti (veeteelt) aan toegevoegd. Voor SBBS werd in 2014 een koper gevonden. Bedrijven die vrij snel daarna van de lijst afgehaald werden, zijn Grassalco, Energie Bedrijven Suriname en de Surinaamsche Waterleiding Maatschappij, evenals daarna nog SAIL NV en de Melkcentrale Paramaribo. In de praktijk hield het ministerie van LVV zich niet aan de daadwerkelijke overdracht van haar bedrijven.

## Dubieuze concessies
De IDCS raakte enkele keren in opspraak vanwege verleende concessies uit de boedel van de staatsbedrijven die onder haar hoede stonden.

## Einde
De activiteiten binnen de IDCS waren rond 2016 opgedroogd en in 2017 maakte de regering bekend dat het investeringsbedrijf zou worden opgeheven ten gunste van Investsur, een initiatief dat ten tijde van de regering Venetiaan was opgericht en dat in een gewijzigde vorm een doorstart zou moeten maken.